# 張隆盛
張隆盛（Chang, Lung-Sheng，1940年3月8日—2021年4月23日），生於日治臺灣臺中州東勢郡東勢街（今臺中市東勢區），臺灣營建與環境保護官員與政治人物，曾任中華民國行政院環境保護署署長及內政部營建署署長等職位。他於營建署任內曾經創立四座國家公園，因此被稱為「台灣國家公園之父」。在環保署任內他推動空汙費及環保公園。在退休前於經濟建設委員會委員任內推動「都市更新方案」及永續發展。他對於台灣國土政策的發展貢獻良多，備受社會及學界肯定，過世後總統頒發褒揚令。

## 生平
張隆盛1940年3月8日出生於臺中縣東勢鎮，父親張耀鐘是牙醫，母親為助產士。張隆盛兒時就讀東勢第二國民小學(現東勢區中山國小)、東勢初級中學、臺灣省立臺中第一中學、國立成功大學建築系(1958-1962年)，大學期間他就展現出對都市計畫的高度興趣，並立志要當公務人員。

### 經合會時期
他役畢後參加臺灣省經建人員特考分發至臺灣省建設廳第四科擔任委任十級技士。1967年至1978年他通過公開甄選進入行政院國際經濟合作發展委員會(以下簡稱「經合會」)都市建設及住宅計畫小組(UHDC)，擔任助理工程司，後升任規劃師。由於表現優異，深受當時擔任執行秘書王章清，張祖璿及聯合國顧問們的器重賞識。1968年張隆盛奉派隻身前往歐洲考察希臘、義大利、法國、英國、德國、荷蘭、比利時、瑞典、奧地利等地的都市發展、新市鎮開發6個月。這段期間他在聯合國顧問的督導下，不只參與了台北市都市計畫、林口新市鎮規劃，甚至還前往越南芹苴市協助都市計畫發展(1969)及阿拉伯利雅德、達曼、吉達主持三個工業區規劃(1976)。

在任職經合會期間，在聯合國顧問的推薦下，他獲得美國亞洲基金會的獎學金前往美國賓夕法尼亞大學攻讀都市區域計畫研究所都市計畫碩士(1971-1972年)。在學期間師承景觀建築大師英·瑪哈教授(Ian L. McHarg)，從生態學角度出發探討區域發展。張隆盛被瑪哈教授認為是其高徒之一。當時正逢美國環境運動興起，1970年美國頒布「環境保護法」(Environmental Protection Act)，成立環境保護局(EPA)，1972年聯合國召開「人類環境會議」發表「斯德哥爾摩宣言」(Stockholm Declaration)等，對於張隆盛有很大的影響。

1972年張隆盛提前完成碩士學位，在維吉尼亞大學擔任駐在學者半年。在美期間，張隆盛走訪仙納度國家公園(Shenandoah National Park)、大煙山國家公園(Smoky Mountain National Park)，對於他後來的工作具有相當大的啟發。在經合會任職簡任技正期間他又獲得1975年的艾森豪獎金，赴美國研究交流，當年他是獲得艾森豪獎金年紀最輕且職位最低的得主。

### 營建署(司)時期
1978年內政部要新成立營建司，內政部邱創煥部長任命張隆盛擔任司長。當時的總統是蔣經國，行政院院長是孫運璿。營建司是內政部的幕僚單位，全司只有二十多人。營建署則是內政部的附屬機關人員上百人。1980年行政院修改內政部組織法，1981年營建司升格為營建署，他也升任為第一任署長直到1988年卸任。張隆盛任職營建司及營建署前後共10年，是在任最長時間的營建首長，也為臺灣的營建制度奠定了重要的基礎，展開建築管理、國民住宅、區域計畫、都市計畫及國家公園的行政治理。張隆盛在營建署署長任內推動營建業務具體事蹟包括建立國家公園系統並成立墾丁、玉山、陽明山及太魯閣等4座國家公園、規劃高雄及台中2座都會公園；研訂計畫解決都市計畫第一期公共設施保留地問題，補助地方政府經費收購8,000公頃保留地等。

1988-1990年許水德部長將張隆盛調升為內政部常務次長，讓他參與政府的工作的領域擴大許多。1990-1992年當時經建會錢復主委希望張隆盛接替離職的蕭萬長擔任行政院經濟建設委員會副主委，張隆盛再次回到經建會成為政務官。

### 環保署時期
1992-1996年，當李登輝擔任總統，郝柏村擔任行政院院長時，張隆盛擔任行政院環境保護署第四任署長。他在環保署署長三年半任內，修訂及新訂環保法規計83項，為台灣的環保行政制度奠定了重要的基礎，其中影響最深遠的是1994年通過的「環境影響評估法」。除此之外，禁用有鉛汽油、完成臺灣地區空氣品質監測網、控制氯氟碳化合物、規劃全國垃圾焚化爐、廢棄汽機車回收、建立環保標章等重要環境保護工作都是在他任內啟動的。而其中與都市計畫最相關的是徵收空氣汙染防制費，開闢環保公園。最大的有32公頃，最小的也有幾百平方公尺。

### 經建會委員時期
1996-2000年擔任行政院經濟建設委員會委員，負責永續發展論壇擔任召集人。1997年擬定「中華民國永續發展綱領草案」，並從此每年舉辦一次「青年論壇」，並成立「中華民國永續發展學會」。

在此期間，他向當時的副總統兼行政院長連戰大力建言推動都市更新，行政院遂於1997年通過「都市更新方案」，由張隆盛擔任行政院都市更新小組的召集人。這是臺灣第一次政策宣示推動都市更新，後來完成都市更新條例的立法(1998年)。

1996年他受執政黨國民黨徵召政務官下鄉在台中縣第一選區參選第三屆國民大會代表，獲得70905票，是全國第二高票當選國民大會代表。2000-2003年擔任行政院經濟建設委員會顧問。

1999年發生921大地震，張隆盛積極投入東勢地區的災後重建工作，在最短時間內完成了都市重建綱要計畫草案，並且透過他所主導成立的都市更新研究發展基金會協助多個社區完成災後重建。

### 公職退休後
退休後，張隆盛沒有再擔任任何公職，轉往民間非營利組織發展。他成立了兩個基金會並擔任董事長:
- 財團法人都市更新研究發展基金會是肇始於1997年行政院都市更新方案，為了培育都市更新專業人才、宣導教育都市更新理念、協助政府及民間推動都市更新，於1988年立案成立的組織，是臺灣第一個都市更新的專業顧問單位。
- 財團法人牽成永續發展文教基金會，成立於1997年，以推展永續發展理念鼓勵碩士博士研究為主。

此外，他走訪全世界重要的生態保育區及南北極地，以攝影、著作及演講推廣永續生態為重心。
2021年4月23日凌晨他在台北自宅睡夢中安然辭世。依他的遺願，海葬於太平洋。

## 主要貢獻
在台灣，張隆盛是一個橫跨開發與環保兩大領域的關鍵性人物，在這兩個看似衝突的發展方向中，他有著平衡的看法與行動。「永續發展」這個廣大視野與胸襟的專業哲學理念貫串在他三十年的公務生涯甚至退休後的生活，但也往往超越了當時社會的現實觀念而引發爭議。他不是一個英雄主義的領導者，往往隱身在各項政策與行動的背後，但卻是最關鍵的發動者。他的主要貢獻可以略述如下：

### 設立四座國家公園
張隆盛擔任內政部營建署署長任內總共成立四座國家公園，分別是: 1984年的墾丁國家公園、1985年的玉山國家公園、陽明山國家公園，1986年的太魯閣國家公園。這四座國家公園的面積占了全台灣島8.5%的面積，也為後續國家公園的發展奠定下重要的基礎。

「國家公園法」雖然早在1972年就已立法，當時的行政院長蔣經國也特別指示要建立墾丁國家公園(1977)，但主管業務的內政部民政司缺乏人力經費，經建會首先配合政策成立一個小組協助國家公園業務，張隆盛也是此小組的成員之一。直到成立營建司(後續升格為營建署)第一座國家公園卻是在立法後12年才誕生。當時要求大建設發展的社會氣氛並不歡迎國家公園，甚至政府內部各單位也互相制肘。成立營建司(署)以及後續國家公園的成立推動，張隆盛係受到當時行政院政務委員費驊以及張豐緒的大力支持才能順利推動。

張隆盛在營建署接管國家公園業務後，引入生態保育及環境保護的新觀念，首先完成「墾丁國家公園計畫」，並完成「國家公園法施行細則」、「國家公園管理處組織通則」立法程序，在1984年正式成立墾丁國家公園管理處，設立墾丁國家公園。墾丁國家公園是早期國家公園中唯一包括海域的國家公園，它的特殊點是候鳥遷徙最重要的中繼點，它有海岸林，海域擁有豐富多樣的珊瑚及熱帶魚，也是其他地方少有的。

第一座國家公園的設立還算順利，但是第二座玉山國家公園的設立就艱困許多，主要的困難在於公路開闢、採礦的問題破壞國家公園自然生態保育的目標。當時蔣經國推動的十二項建設新中橫公路塔塔加到玉里段恰好通過玉山國家公園的核心地帶。營建署在規劃國家公園計畫時發現，阿里山、水里這兩段公路已經動工，剩下塔塔加到玉里一段尚未進行。所以，張隆盛就大力地跟政府建議：「這條路段不能開！一旦開下去，玉山國家公園的核心地帶就報銷了！」1981年10月營建署邀請環境規劃經驗豐富的美國專家James A Roberts博士來台，協助評估新中橫計畫路線與交通需求，結論是不該興建該公路。此後三年營建署多次邀請各級長官及專家到場現勘，並在多次研討會中提出廣泛討論。最後終於在1986年3月18日行政院決定放棄興建新中橫公路玉里玉山段，歷經數年的奮鬥，玉山國家公園終於為台灣保住了這一片無可取代的自然資產。玉山國家公園另一大問題就是玉里一帶有1萬多公頃的水泥礦區，但礦區內瓦拉米是台灣黑熊重要的棲息地，營建署阻止了公路的開闢連帶讓採礦無法進行，也就保住這塊重要的棲地。

陽明山國家公園的設置相對比較沒有爭議，唯一有衝突的是交通部中央氣象局打算要在七星山主峰頂設置氣象站。內政部請台灣大學地理系張長義、大氣系蔡清彥、和電機系黃鍾洺三位教授組成團隊來研究所提專案。歷經多次協商，兩單位各自秉持立場相持不下。經建會乃於1987年4月8日決議，同意交通部在七星山上設置台灣北部氣象雷達站，但山區聯外道路以既有步道為限，避免新闢道路，以及對景觀破壞和遊客活動之限制應減至最低等等。最後中央氣象局在1988年自行取消在七星山頂設站的計畫，另外選擇了瑞芳的五分山為設站據點。

太魯閣國家公園規劃期間，同樣也面臨經濟發展與保育的衝突問題: 其一是台電在立霧溪要建立一系列十幾個水壩發電嚴重破壞自然景觀，其二則是台塑王永慶預定要在崇德(1982年行政院核定為礦業發展預定地)設置水泥廠和人造石墨電極廠。台電要求不把崇德納入國家公園範圍，但崇德的地理位置就在立霧溪口，是太魯閣景觀的重要門戶位置。張隆盛表達不贊成設廠的意見明顯與經濟部的意見相左。

在1983年7月經濟部長趙耀東、內政部長林洋港、政務委員費驊、立法委員謝深山、郭榮宗等人前往考察之後，連經濟部長趙耀東都表示應該要以太魯閣國家公園的景觀為重，於是經濟部成立太魯閣國家公園礦業開發與景觀保護專案輔導小組。1984年1月18日營建署邀請國際知名的景觀專家英·瑪哈([Ian McHarg)博士來台協助評估，瑪哈博士認為崇德不宜設置水泥廠。為此王永慶立即召開記者會，強力反駁。終於，行政院在1986年12月駁回台塑在崇德設廠的申請，也為太魯閣國家公園保留下美麗的河口景觀與生態環境。

1984年大自然雜誌裡有一篇張署長介紹國家公園的文章。他說：有人問，台灣面積有限，人口密度高，劃設國家公園豈不妨害經濟發展？在文章裡他說明了自己的看法：

人類追求物質生活，為經濟發展而享用豐富的大自然，必須考慮到人類本身及後代子孫的生存環境。如果經濟發展的目標是為了人類的幸福與社會的需要，則資源保育的目標即保證這些供應延綿不絕。因此自然保育對人類有重大之關係，蓋人類無限的建設與創造能力，是相等於同樣巨大的破壞與毀滅力量。過去為此，現在與未來也是為此

### 公共設施保留地徵收
張隆盛1978年就任營建司司長時，台灣已發布的都市計畫有400餘處，公共設施保留地共有一萬多公頃遲未徵收，造成該土地無法使用，影響民眾權益甚鉅，造成很大的民怨。依照1973年立法院修正都市計畫法，訂定都市計畫公共設施徵收期限為10年，其有特殊原因經上級政府核准者得延長5年，最多為15年，屆時如未徵收，即撤消徵收。換言之，都市計畫如缺少道路、公園、綠地和學校等公共設施用地，都市計畫將無法實施，1988年是最後期限。

張署長接任營建司司長後，他認為這項工作是當時營建司最重要優先的工作屢次向上級長官建言，如果沒有妥善解決，1988年期限到時，將會造成嚴重的社會和政治問題。因此，張署長就任後即積極推動公共設施保留地徵收工作。經實地調查統計，動員全國大專院校都市計畫師生清查全省公共設施保留地的數量及現值，需要優先取得的公共設施保留地共八千餘公頃，所需徵收經費為6千億元（相當於現在的10兆元）。內政部屢次建議財政部發行公債協助地方政府徵收，都遭到財政部的拒絕。當時內政部已經打算再修正都市計畫法刪除徵收期限，但引起社會一片指責。在無法修法又無法通過預算的情況下，內政部部長吳伯雄曾為此向俞國華院長提出辭呈以示負責，但遭院長慰留才開始有轉機。經由張署長的多方努力，研擬數個方案獲得財政部的支持交給行政院，終於在徵收期限前爭取到行政院和立法院的支持編列專案預算，順利解決可能發生的社會問題，也為我國日後都市計畫奠定很好的基礎。

### 建築管理制度革新
張隆盛在營建署任內提出建築管理改進方案，主要的想法是授權，建立專業，讓民間的建築師、結構技師等專業技師負簽證責任。並建立建築預審制度，在建築設計草圖階段對於法規疑義可隨時提出，並正式做成決議，這項決議在六個月內正式送審的執照申請都有效。當年的建築法規很多，甚至有日治時期留下來的，或民國三十幾年國民政府的代電，都被地方政府的承辦人拿出來用，這些抽屜法規使建築師無所適從。於是營建署編定了「建築法規彙編」，把有必要的法規列入，沒有必要的全數篩除，每年都會修訂。張署長非常注重建築風紀的問題，所以任內沒有發生過風紀的弊案。張署長自己住在租來的房子二十餘年，不置產，避免任何利益輸送的問題。

### 建築業紓困及建築經理公司
1981年代因經濟不景氣影響，不但政府興建的國民住宅發生滯銷，民間的建築業也面臨前所未有的寒冬。為了挽救危機，張署長洽台灣土地銀行進行專案的建築融資600億元，解決了125000戶住宅問題。這些住宅因為資金問題無法完工，如果建築商垮了會很難善後，也會造成嚴重的社會問題。
建築業的資金問題及房屋市場亂象源自於台灣特有的預售制度，很多建商收了預售款項卻未依約完工捲款而走，銀行也不信任建商取得融資的款項會完全用在工程施工。自1982年起行政院就指示內政部研議改善方案。經張署長努力協調邀集業者銀行研議討論多年，內政部乃於1986年7月頒佈「建築經理公司管理辦法」，建立建築經理制度使消費者、建商與銀行之間內購建立起互信的平台機制。

### 空污費徵收與環保公園
張隆盛署長任內於1995年7月開徵空氣污染防制費，一年預定可收69億元。為使專款專用，有效防制空氣污染，並邀請專家學者成立空氣污染防制、環保公園及學童呼吸系統健康檢查等3個技術諮詢小組。其中環保公園的設置張署長找曹正教授負責協助，他更是自己親自去拜訪地方行政首長，請他們協助尋找可能提供為環保公園的基地。由於他的奔走，兩年間新建環保公園的面積就達250餘公頃，約近百處基地。到2021年初，環保公園（今已更名為空氣品質淨化區）經環保署核定補助的面積約有1,800公頃，共約950處（各地方政府利用地方空污費，自行設置者均未計入）。
第一個環保公園關山親水公園，總面積達34公頃，由空氣污染防治費基金撥款2億3400萬元，做為關山親水公園的建設經費。使關山鎮電光橋和堤防交接處下，原本一片河川新生地，多年來卻被部分鎮民當成廢棄物和垃圾的傾倒地變身為河濱休閒觀光綠地，鎮公所為了感念張署長的補助建設，特別將通往親水公園的大道命名為隆盛路。。

### 都市更新方案
「都市更新方案」係由張隆盛委員提出，獲得當時副總統兼行政院長連戰的大力支持，由行政院於1997年2月13日第2514次院會通過之政策方案。這是中華民國第一次明確宣示政府政策支持都市更新。也因此產生了1998年都市更新條例的立法。他也擔任行政院都市更新推動小組的召集人。

他推動都市更新的理念與永續發展之間有密切的關係。因為當時經建會預估台灣到2038年人口將到達零成長。未來台灣人口將有減無增。他在研討會中指出「現有都市計畫預計可容納的總人口數為2400萬人，但目前使用率(實際人口數/計畫人口數)僅70%。預計在民國127年達到人口零成長時，假設都市人口占總人口數達80%時，都市地區所容納的人口亦僅2054萬。因此即使目前都市計畫完全沒有擴大或增加容積，即可滿足未來永續都市人口的充足需求。」即使台灣的產業結構改變，農業所需用地減少，也不必擴大都市土地，才能保護台灣的生態環境不受到破壞。

他特別關心各大都市車站地區的發展落後，不能跟上大眾運輸系統所帶動的都市機能需求。他也關心都市中心公有土地低度利用的問題，因此軍眷村改建、港埠用地更新、公有房舍改建都是他大力推動的方向。為了讓各縣市首長瞭解都市更新的重要性，他親自拜訪台北市、高雄市、台南市、基隆市市長，向他們作政策推銷及游說。為了讓都市更新方案短期內能有具體成果，他將工作重點放在台北車站周邊地區的更新，除了邀請旅日建築師郭茂林(KMG設計事務所)進行整體規劃，也聚焦推動交九轉運站(今台北轉運站)的協調工作，解決捷運局、台北市及臺灣省政府之間的矛盾問題。

為了促成公私部門合作推動更新，他邀集國內各大建商與政府共同籌設「巨眾都市更新股份有限公司」，但是此舉引起各大媒體輿論及立法院的抨擊，紛紛質疑這間公司可能會有特權壟斷違反自由競爭的疑慮。為避免產生進一步擴大的政治爭議，此一公司籌組工作在行政院長換蕭萬長上任後就嘎然中止，政府相關的基金都退出該公司。但為了協助政府推動都市更新工作，張隆盛還是請民間企業捐助成立非營利性的「財團法人都市更新研究發展基金會」。

### 921震災重建
1999年9月21發生的921大地震對於台中縣東勢地區損傷特別嚴重。張隆盛在地震第二天在橋斷路斷的情況下立刻由台北趕回家鄉了解災情。他自己在東勢的大樓也嚴重受損。他立刻動員都市更新研究發展基金會同仁展開全面性的災情調查與評估，開始著手整體東勢鎮的災後重建綱要計畫。二個月後，全國第一個重建綱要計畫草案完成，他將此計畫獻給東勢鎮公所。

但是在他及都市更新研究發展基金會的努力下，還是協助三個東勢社區規劃重建完成。全國第一個以都市更新方式重建完成的社區就是張隆盛自己的東勢名流藝術世家大樓 （页面存档备份，存于）。該大樓接受財團法人九二一震災重建基金會臨門方案之協助融資，迅速於2002年完工。依照他的理想，這也是第一棟獲得綠建築標章的集合住宅。該社區的成功重建激勵了其餘六十餘個受災社區依循都市更新方式重建。

第二個重建成功的社區是東勢東安里本街 （页面存档备份，存于），該社區是東勢的老街，產權複雜，直到2009年才重建完成。第三個社區是東勢王朝一期社區(今東勢文新帝國 （页面存档备份，存于）社區)，因為傷亡慘重與東勢鎮公所換地重建，直到2006年才重建完成。
都市更新研究發展基金會在他的領導下，在災後重建發揮重要的規劃專業貢獻，編制作業手冊、舉辦講習訓練，為都市更新的制度開創落實之可能性。

## 榮譽
1. 1970年 亞洲基金會(The Asia Foundation)獎助計畫
2. 1975年 艾森豪獎金得主(Eisenhower Exchange Fellowships Program)
3. 1983-1987年 中華民國建築學會　第八、九屆理事長[43]
4. 1987-1988 中華民國都市計畫學會第八屆理事長[44]
5. 1990年 內政部一等服務獎章
6. 1994年 聯合國地球大學榮譽博士學位(International Honorary Doctor of the Earth Environmental University Roundtable)
7. 1995年 中華民國都市計劃學會金質獎章
8. 1996年 行政院一等服務獎章
9. 1996年 富爾布萊特50週年傑出得獎人(Fulbright Program)
10. 1999-2005國際自然保護聯盟保護區委員會東亞區域委員會主席(IUCN-WCPA-EA, The International Union for Conservation of Nature and Natural Resources, World Commission on Protected Area, East Asia)
11. 1997-2003年 中華民國永續發展學會理事長
12. 1997-2003年 中華民國國家公園學會理事長
13. 2005年 12屆東元獎得主(人文景觀類)[45]
14. 2014年 臺北市都市再生特殊貢獻獎[46]
15. 2021年 總統頒發褒揚令[47]，全文為：

行政院環境保護署前署長、內政部前次長張隆盛，抱志懷奇，博聞閎覽。少歲卒業國立成功大學建築學系，旋負笈遊美，獲賓夕凡尼亞大學都市區域計畫研究所碩士學位，砥淬鵬舉，秀出班行。遄返歷任內政部常務次長、經濟建設委員會副主任委員暨國民大會代表等職，幹器馳聲，迭膺重寄。尤以接掌營建署期間，暢申前瞻國土政策，悉心公設保留地處理；完善國家公園體系，優化城市機能復甦，運帷謨慮，潛識嘉謀。復於環保署署長任內，肇啟空氣品質監測，亟力空污防制宣導；形塑環境影響評估，推引生態保育浪潮；倡提河川整治工法，補助興造人工濕地，訏猷遠圖，明若觀火；適時應務，領異標拔。嗣成立基金會，持秉諮詢交流宏旨，厚植相關專業人才；協濟社區災後重建，眷注氣候變遷議題，物望榮名，卓蜚清譽。綜其生平，殫瘁臺灣多元都市更新方略，丕奠國家永續國土規劃利基，擎天架海，作範彝倫；遐福功緒，儀型光昭。遽聞溘然殂殞，軫悼彌殷，應予明令褒揚，用示政府篤念邦彥之至意。

總　　　統　蔡英文　　　　

行政院院長　蘇貞昌　　　　

## 著作
1. 勇闖企鵝王國     (牽成永續發展文教基金會  2007/07/01)
2. 漫遊白令的領域-堪察加紀行   (秋雨文化事業股份有限公司  2010/06/09)
3. 北極的呼喚-斯巴瓦. 冰島. 格陵蘭記行   (秋雨文化事業股份有限公司  2011/05/21)
4. 冰海奇航   (秋雨文化事業股份有限公司  2012/01/11)
5. 王者流風: 淺談獅子文化與藝術  (秋雨文化事業股份有限公司  2014/04/02)
6. 看見野性印度  (釀出版(秀威資訊)  2018/07/01)

## 外部連結
1. 行政院環境保護署歷任署長 張隆盛(1992.11.21-1996.06.09) （页面存档备份，存于）
2. 環保署署長 — 張隆盛拒絕強勢(天下雜誌1993/01/01)
3. 逆行於環境開發的洪流，國家公園的推手──專訪前營建署署長張隆盛(2018/11/29) （页面存档备份，存于）
4. 緬懷內政部營建署首任署長張隆盛 （页面存档备份，存于）
5. 內政部營建署新聞稿:哲人已遠，典範長存──悼念張董事長隆盛 （页面存档备份，存于）
6. 郭瓊瑩觀點：敢向蔣經國政策“Say No”的國家公園推手張隆盛 （页面存档备份，存于）
7. 總統褒揚令-張隆盛110年5月14日 （页面存档备份，存于）
8. 財團法人都市更新研究發展基金會 （页面存档备份，存于）